# Honduras i olympiska sommarspelen 1984
Honduras deltog i de olympiska sommarspelen 1984 med en trupp, men ingen av landets deltagare erövrade någon medalj.

## Friidrott
Herrarnas maraton
- Carlos Avila
  - Final — 2:42:03 (→ 71:a plats)

Herrarnas 20 kilometer gång
- Santiago Folseca
  - Final — 1:34:47 (→ 31:a plats)

Damernas maraton
- Leda Díaz de Cano
  - Final — fullföljde inte (→ ingen placering)